# Dorade (manche à air)
Pour les articles homonymes, voir Dorade et Manche à air (homonymie).

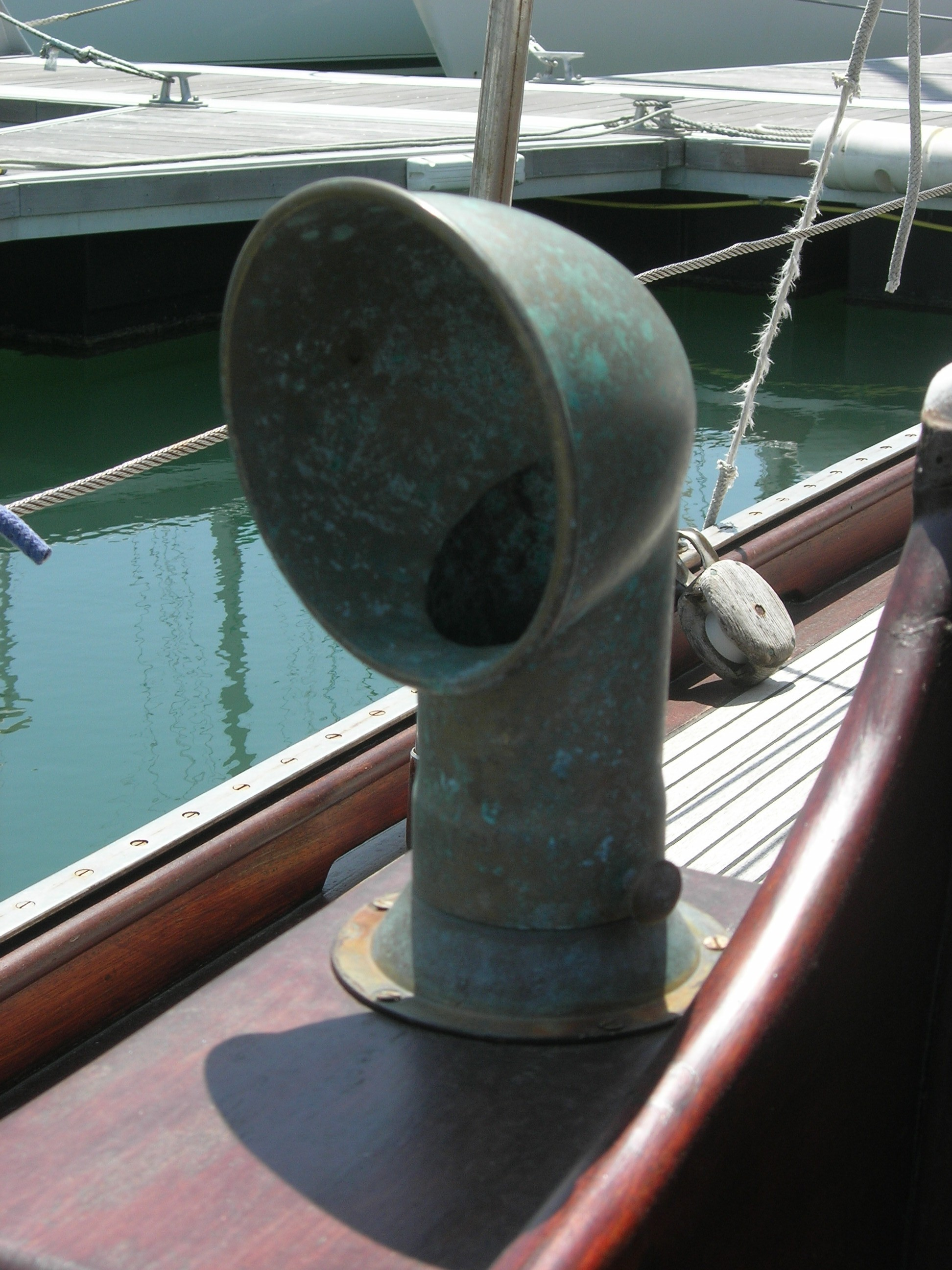
Manche à air

Une Dorade est le type commun de manche à air que l'on retrouve sur un bateau. Le mot ne vient pas d'une marque de commerce mais du nom d'un voilier d'Olin Stephens, le Dorade, où ils ont d'abord été installés. On parle également de « boîte Dorade ».
Cet aérateur se présente sous la forme d'un ensemble autonome comportant un cylindre recourbé à environ 90° afin de former une chicane, et orientable afin de profiter du vent ou au contraire d'éviter l'entrée d'embruns ; sur les voiliers actuels, il est généralement inclus dans un système d'aération intégré.